# Dave Dorman
Dave Dorman (né en 1958 au Michigan) est un dessinateur de bande dessinée et illustrateur américain connu pour ses travaux autour de l'univers de Star Wars.

## Prix et récompenses
- 1993 : Prix Eisner du meilleur peintre pour Aliens : Tribes
- 2010 : Prix Inkpot